# Звёздный патруль: Легенда об Орине
Звёздный патруль: Легенда об Орине (англ. Starchaser: The Legend of Orin) — полнометражный фантастический мультипликационный фильм производства США и Южной Кореи. Один из первых мультфильмов, выпущенных в формате 3D.

## Сюжет
Действие мультфильма начинается в подземном мире, называемом «Миром Шахты» («Mineworld»), жители которого никогда не видели солнечного света и даже не верят в его существование. Под надзором жестоких надсмотрщиков-роботов они должны постоянно рыть землю, добывая кристаллы рубидимита и получая в обмен на них жалкие порции еды.
Однажды один из них — молодой парень по имени Орин — находит в груде камней меч, из которого появляется призрак седого человека. Призрак рассказывает Орину и другим людям о существовании огромного мира наверху, после чего исчезает, а вместе с ним исчезает и лезвие меча. Люди начинают спорить — некоторые требуют отнести оставшуюся от меча рукоятку Зайгону, повелителю Мира Шахты, напоминая о самой священной заповеди: «Не копай вверх. Верх это Ад». Орин же хочет проверить слова призрака, для чего они вместе с подругой Элан решают сбежать. По пути они натыкаются на Зайгона, он убивает Элан, а Орин оказывается засыпан камнями. Выбираясь из под камней, Орин выходит на поверхность и в первый раз в своей жизни видит небо и звёзды. Они настолько поражают его, что он решает освободить свой народ от рабства Зайгона.
В новом для себя мире, Орин попадает в плен человеко-дроидов («mandroids»), которые хотят разрезать его на части, чтобы восполнить запас собственных частей тела. От них он спасается благодаря рукоятке меча, у которой внезапно появляется призрачное лезвие и благодаря помощи космического пирата и контрабандиста Дэгга Дибрими. В свою очередь, Орин спасает Дэгга от болотного чудовища и тот соглашается взять его к себе на корабль. Корабль Дэгга, называющийся Старчейсер, управляется компьютерным разумом по имени Артур. Дэгг нападает на рубидимитовую фабрику, наполняет трюм корабля кристаллами, но сталкивается с отрядом Зайгона, и вынужден отбиваться. Ему это удаётся благодаря помощи Орина, у рукоятки меча которого снова появляется призрачное лезвие.
Зайгон понимает, что теперь Орин — его враг № 1, ведь когда-то в прошлом эта рукоятка меча уже принесла ему много проблем.